# Baltimore Ravens
Baltimore Ravens er et amerikansk fodbold-hold fra Baltimore i Maryland de spiller i AFC nord-divisionen i NFL.
Baltimore Ravens er dannet på baggrund af det eksisterende Cleveland Browns franchise, som ikke kunne nå til enighed med bystyret i Cleveland om nyt stadion, og man flyttede derfor til Baltimore. På grund af masseprotester i Cleveland blev det bestemt, at Cleveland ville få en ny licens til NFL, beholde deres navn, uniform, hidtidige titler og rekorder. Derfor skulle det eksisterende franchise have et nyt navn, og dermed var Ravens født, men med spillertrup, personale og ejeren Art Modell fra det gamle franchise i Cleveland.
Baltimore Ravens spillede deres første sæson i 1996, og deres hold er opkaldt efter den kendte fortælling The Raven af Edgar Allan Poe, som døde i Baltimore (han var født i Boston). Ravens tre maskotter er ravne og hedder Edgar, Allan og Poe til forfatterens ære.
Ravens to første draftpicks i 1996 draften blev LT Jonathan Ogden HOF (Hall of Fame) og MLB Ray Lewis HOF (Hall of Fame).
Ravens første Super Bowl-sejr kom i 2001, hvor de besejrede New York Giants med 34-7; I 12/13 sæsonen vandt de igen Super Bowl, da de besejrede San Francisco 49ers 34-31.